# Tragedy (Lied)
Tragedy ist ein Lied der Bee Gees aus dem Jahr 1979, das von den Bandmitgliedern geschrieben wurde und auf dem Album Spirits Having Flown erschien. Produziert wurde das Lied von Albhy Galuten, Karl Richardson, Barry, Maurice und Robin Gibb.

## Entstehung und Veröffentlichung
Die Gebrüder Gibb schrieben das Lied ebenso wie Too Much Heaven nach den Dreharbeiten des Films Sgt. Pepper’s Lonely Hearts Club Band. Auch das Lied Shadow Dancing von Andy Gibb wurde in jener Zeit geschrieben.
Obwohl das Lied kein Soundtrack zum Film Saturday Night Fever ist und auch nicht für die Musicalproduktion vorgesehen war, nahm man trotzdem das Lied am Londoner West End zusätzlich auf.
Ein 1979 von der National Broadcasting Company ausgestrahltes Bee Gees-Special veranschaulichte die Entstehung der Soundeffekte im Lied. Barry Gibb legte seine Hände auf das Mikrofon und imitierte mit seinem Mund die explodierenden Geräusche. Mehrere dieser Effekte wurden zusammengemischt und angepasst.
Die Veröffentlichung war am 1. Februar 1979.

## Kommerzieller Erfolg

### Chartplatzierungen
In den Vereinigten Staaten, Großbritannien, Irland, Neuseeland, Kanada, Frankreich, Italien und Spanien wurde die Disco-Nummer ein Nummer-eins-Hit.

### Auszeichnungen für Musikverkäufe
| Land/Region                  | Auszeichnungen für Musikverkäufe (Land/Region, Auszeichnung, Verkäufe) | Verkäufe  |
| ---------------------------- | ---------------------------------------------------------------------- | --------- |
| Frankreich (SNEP)            | Gold                                                                   | 500.000   |
| Kanada (MC)                  | Platin                                                                 | 150.000   |
| Neuseeland (RMNZ)            | Gold                                                                   | 5.000     |
| Vereinigte Staaten (RIAA)    | Platin                                                                 | 2.000.000 |
| Vereinigtes Königreich (BPI) | Gold                                                                   | 500.000   |
| Insgesamt                    | 3× Gold · 2× Platin ·                                                  | 3.155.000 |

Hauptartikel: Bee Gees/Auszeichnungen für Musikverkäufe

## Coverversionen
- 1979: Fausto Papetti
- 1979: Jørgen Ingmann
- 1981: Brotherhood of Man
- 1993: Jam Tronik
- 1997: Whirlpool Productions
- 1998: Simon Greiff (First and Last/Tragedy)
- 1998: Steps
- 2000: Die Rockys (Trauerspiel)
- 2002: B3
- 2003: Daniel Küblböck
- 2009: Celldweller
- 2016: Icona Pop
- 2020: Leo Moracchioli
- 2021: Foo Fighters (Dee Gees)